# L'adoració dels pastors (Caravaggio)
L'adoració dels pastors és un pintura a l'oli sobre tela de l'artista italià Michelangelo Merisi, més conegut com a Caravaggio. Mesura 314 cm × 211 cm. Fou comissionada pels caputxins franciscans i fou pintada a Messina per l'església de Santa Maria degli Angeli el 1609, just un any abans de la mort de l'artista.